# Johann Bauhin

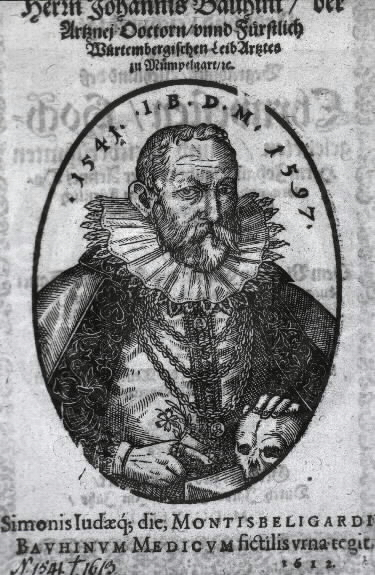
Jean Bauhin

Johann Bauhin, o Jean Bauhin (Basilea, 12 dicembre 1541 – Montbéliard, 26 ottobre 1613), è stato un botanico e medico svizzero.

## Biografia

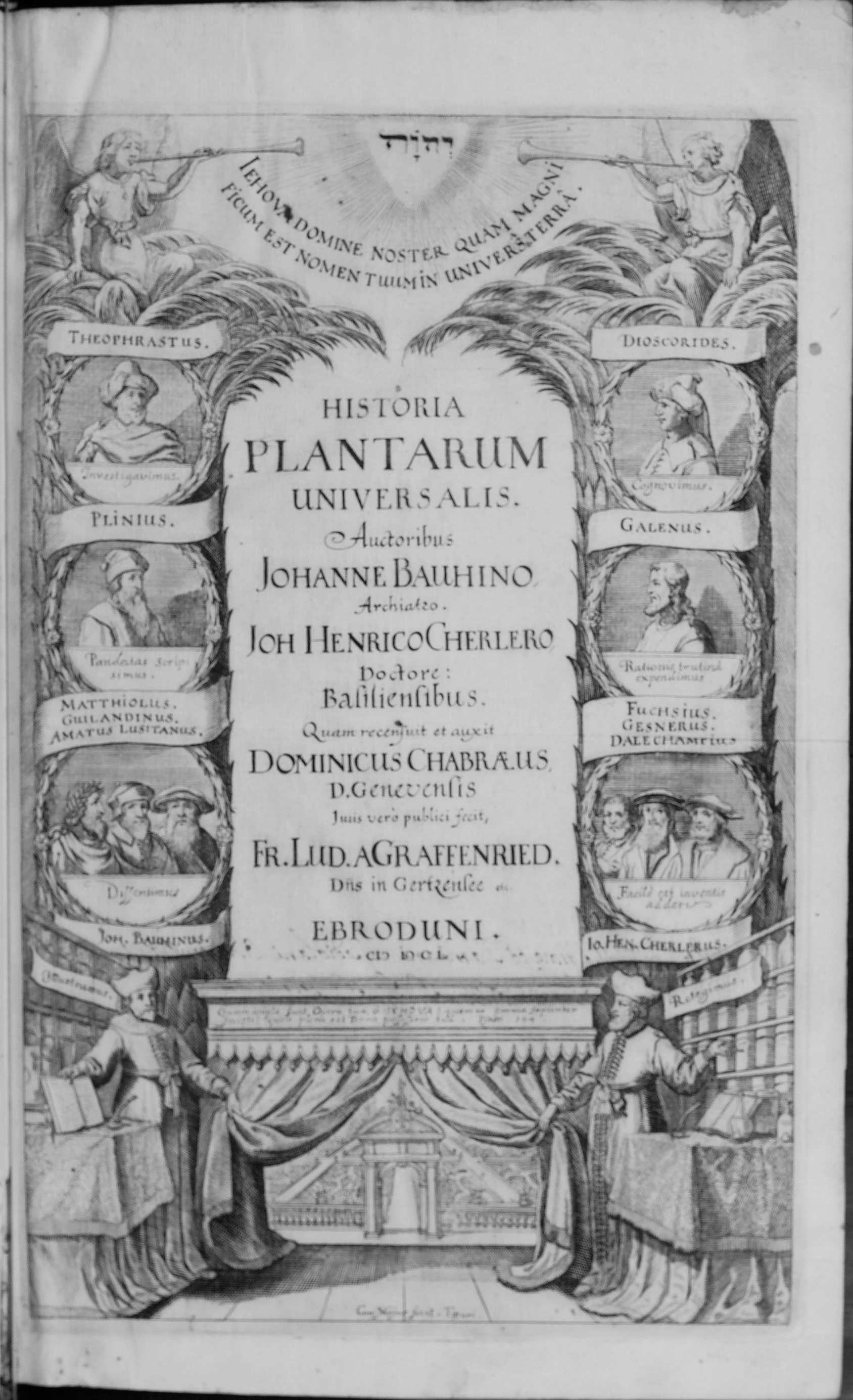
Historia plantarum universalis, 1650

Nato a Basilea nel 1541, era figlio del medico Jean Bauhin e fratello dell'altrettanto prestigioso medico e botanico Gaspard Bauhin.
Studiò botanica a Tubinga sotto Leonhart Fuchs (1501-1566). In seguito viaggiò con Conrad Gessner ed iniziò a praticare medicina a Basilea, dove venne eletto Professore di Retorica nel 1566. Quattro anni dopo accettò l'incarico di medico personale del Duca Federico I di Württemberg a Montbéliard, dove rimase fino alla morte. Jean si dedicò soprattutto allo studio della botanica. La sua grande opera, Historia plantarum universalis, un trattato di tutto ciò che era allora conosciuto sulla botanica, rimase incompiuta alla sua morte, ma venne lo stesso pubblicata a Yverdon tra il 1650-1651.
Linneo chiamò il genere Bauhinia (famiglia Caesalpiniaceae) in onore dei due fratelli Bauhin.

## Opere
- De plantis a divis sanctisve nomen habentibus, apud Conrad. Waldkirch, 1591.
- (LA) Historia novi et admirabilis fontis balneique Bollensis in ducatu Wirtembergico ad acidulas Goepingenses, Montbéliard, Jacques Foillet, 1598.
- (LA) Historia plantarum universalis, vol. 1, Yverdon, 1650.
  - (LA) Historia plantarum universalis, vol. 2, Yverdon, 1651.
  - (LA) Historia plantarum universalis, vol. 3, Yverdon, 1651.